# Ramapuram (Andhra Pradesh)
Ramapuram è una suddivisione dell'India, classificata come census town, di 5.718 abitanti, situata nel distretto di Kurnool, nello stato federato dell'Andhra Pradesh. In base al numero di abitanti la città rientra nella classe V (da 5.000 a 9.999 persone).

## Geografia fisica
La città è situata a 15° 16' 60 N e 77° 52' 0 E e ha un'altitudine di 406 m s.l.m..

## Società

### Evoluzione demografica
Al censimento del 2001 la popolazione di Ramapuram assommava a 5.718 persone, delle quali 3.009 maschi e 2.709 femmine. I bambini di età inferiore o uguale ai sei anni assommavano a 715, dei quali 388 maschi e 327 femmine. Infine, coloro che erano in grado di saper almeno leggere e scrivere erano 2.386, dei quali 1.583 maschi e 803 femmine.